# Französisches Komödienhaus (Berlin)

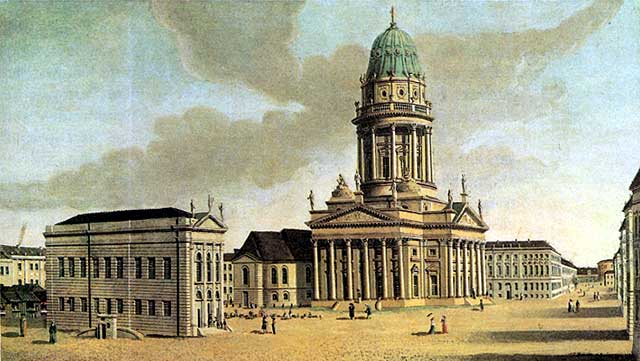
Gendarmenmarkt in Berlin mit Französischem Dom und Französischem Komödienhaus (links);
Bild von Carl Traugott Fechhelm, 1788

Das Französische Komödienhaus (auch Französisches Schauspielhaus genannt) war ein Theatergebäude auf dem Gendarmenmarkt in der preußischen Hauptstadt Berlin, das von 1774 bis 1802 bestand.

## Französisches Komödienhaus auf dem Gendarmenmarkt
Nachdem König Friedrich II. (der Große) Berlin bereits 1742 mit einem Opernhaus hatte schmücken lassen, in dem italienische Opern nach dem Geschmack der Zeit aufgeführt wurden, verwirklichte er zu Beginn der 1770er Jahre seinen Plan, den französischen Hofschauspielern eine feste Wirkungsstätte zu verschaffen, und ließ einen Teil der Bebauung des Gendarmenmarkts in Berlin (damals Friedrichsstädtischer Markt genannt) zu diesem Zweck entfernen. Hier hatten sich bisher in weiträumigen Rechtecken jeweils getrennt um die Deutsche und die Französische Kirche herum die Pferdeställe des Kürassierregiments Gensdarmes befunden. Im Jahr 1773 wurden die Ställe auf dem Gendarmenmarkt abgerissen, und der Königliche Oberbaudirektor Johann Boumann d. Ä. entwarf 1774 auf Befehl Friedrichs des Großen die Pläne für das Französische Komödienhaus. 

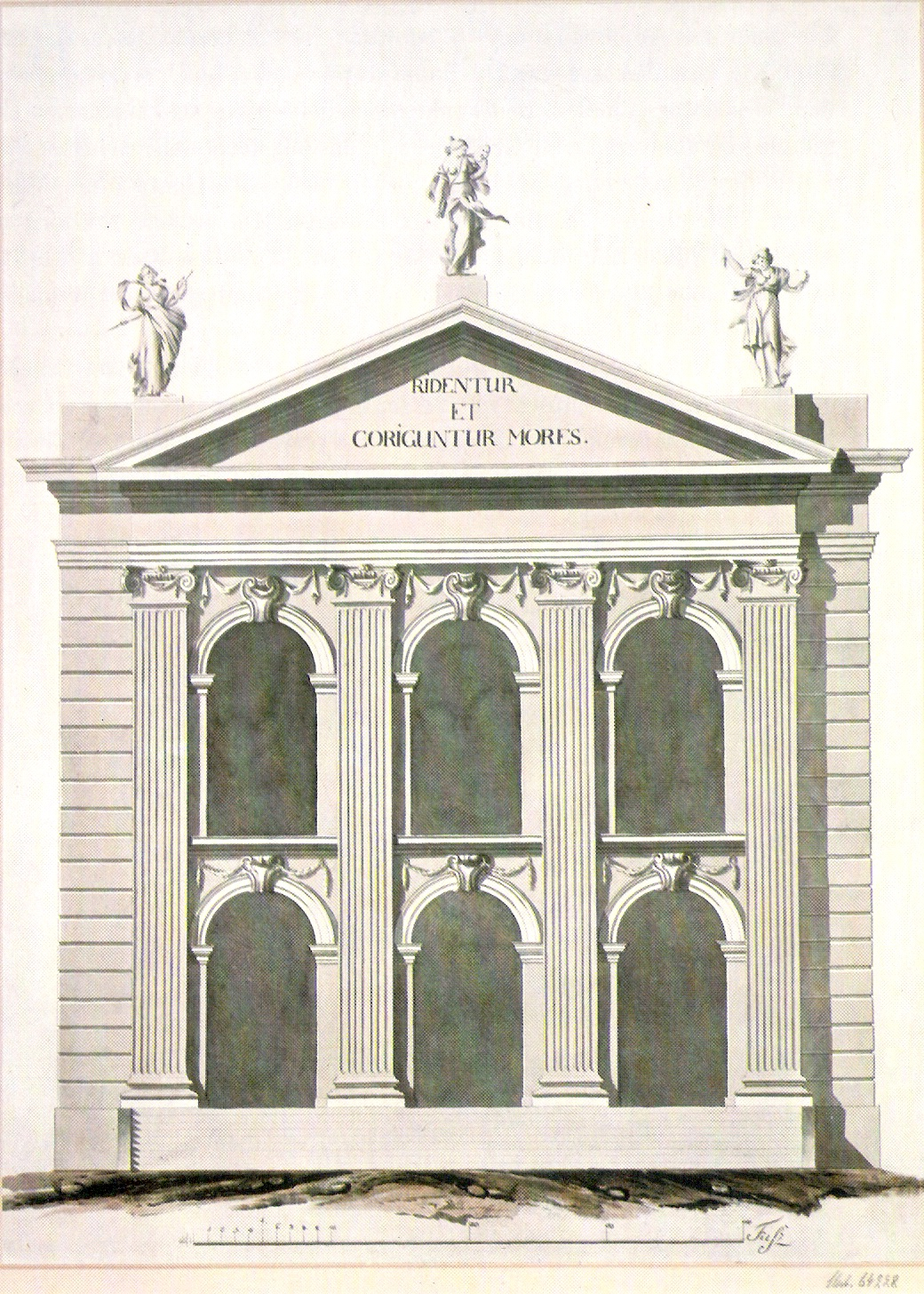
Fassade des Französischen Komödienhauses in Berlin, Entwurfszeichnung Georg Christian Unger, 1774

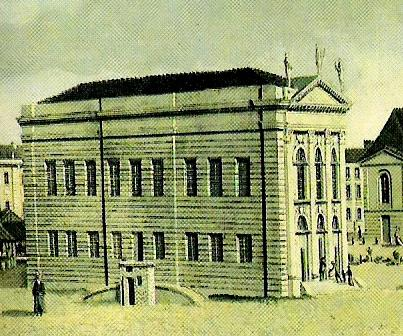
Französisches Komödienhaus, Ausschnitt aus einem Bild von Carl Traugott Fechhelm, 1788

Die Bauausführung (bis 1776) auf der freigewordenen Mitte des Platzes übernahm sein Sohn Georg Friedrich Boumann d. J. Den Bau finanzierte der König.

## Theatergebäude
Das Französische Komödienhaus stand mit der Schmalseite zur Markgrafenstraße, nicht genau in der geometrischen Mitte des Platzes, sondern etwas zur Jägerstraße versetzt. Die Längsfronten zogen sich parallel zur Jäger- und Taubenstraße hin. Zum Eingangsportal stiegen die Zuschauer auf einer Freitreppe empor. Der Saal mit vier Rängen bot etwa 1000 Zuschauern Platz. Die an der Südseite des Gebäudes befindliche Rampe diente als Auffahrt für Kutschen des Königshofes.
Der Berliner Ratsmann Peter Heinrich Millenet lobte 1776 den Bau in seinen Kritische(n) Anmerkungen, den Zustand der Baukunst in Berlin und Potsdam betreffend und betonte seine Einfachheit: „Der Plan davon ist ebenfalls, wie beym Opernhause, ein langes Viereck, […] die äußere Anordnung ist ganz einfach, und bloß mit Rustique gezieret, ausgenommen am vorderen Eingange, woselbst vier jonische Pilastres ein Fronton tragen“. Das hier erwähnte Giebeldreieck (Fronton) krönten drei Musenstatuen, deren Entwürfe vermutlich auf den Architekten Georg Christian Unger zurückgehen.
Das im Giebeldreieck angebrachte Motto „Ridentur et corriguntur mores“ (‚Die Sitten werden belacht und verbessert‘), das das Ziel der Theaterkunst nach der Auffassung zur Zeit der Aufklärung beschreibt, hatte Friedrich I. selbst ausgewählt.

## Ein französischer Spielplan
Gespielt wurde im Französischen Komödienhaus an drei Wochentagen ausschließlich in französischer Sprache, der damaligen Sprache des Adels. Für den frankophilen König Friedrich II. wurden seine Lieblingspoeten Racine, Corneille und Voltaire aufgeführt. Lessings Minna von Barnhelm kam hier in einer französischen Übersetzung auf die Bühne. Hauptsächlich besuchten Angehörige des Hofes die Vorstellungen.

## Situation des deutschsprachigen Theaters
Während das Französische Komödienhaus eine staatliche Subvention von 10.000 Talern jährlich erhielt, war das deutschsprachige Theater in Alt-Berlin während der Regierungszeit Friedrichs auf behelfsmäßige Bühnen oder Hinterhofbühnen angewiesen und musste sich durch Eintrittsgelder finanzieren. Um 1760 gab es in Berlin zunächst auf dem Neuen Markt in der Altstadt eine hölzerne Bühne für deutsche Stücke. Die erste ständige Sprechbühne Berlins, das Döbbelinsche Theater richtete Karl Schuch im Jahr 1765 im Hof des Gebäudes Behrenstraße 55 ein. Dort inszenierten ab 1771 Heinrich Gottfried Koch und ab 1775 sein Nachfolger Karl Theophil Döbbelin, der der jungen deutschen Gegenwartsdramatik eines Lessing, Goethe und Schiller Geltung verschaffte.

## Nationaltheater

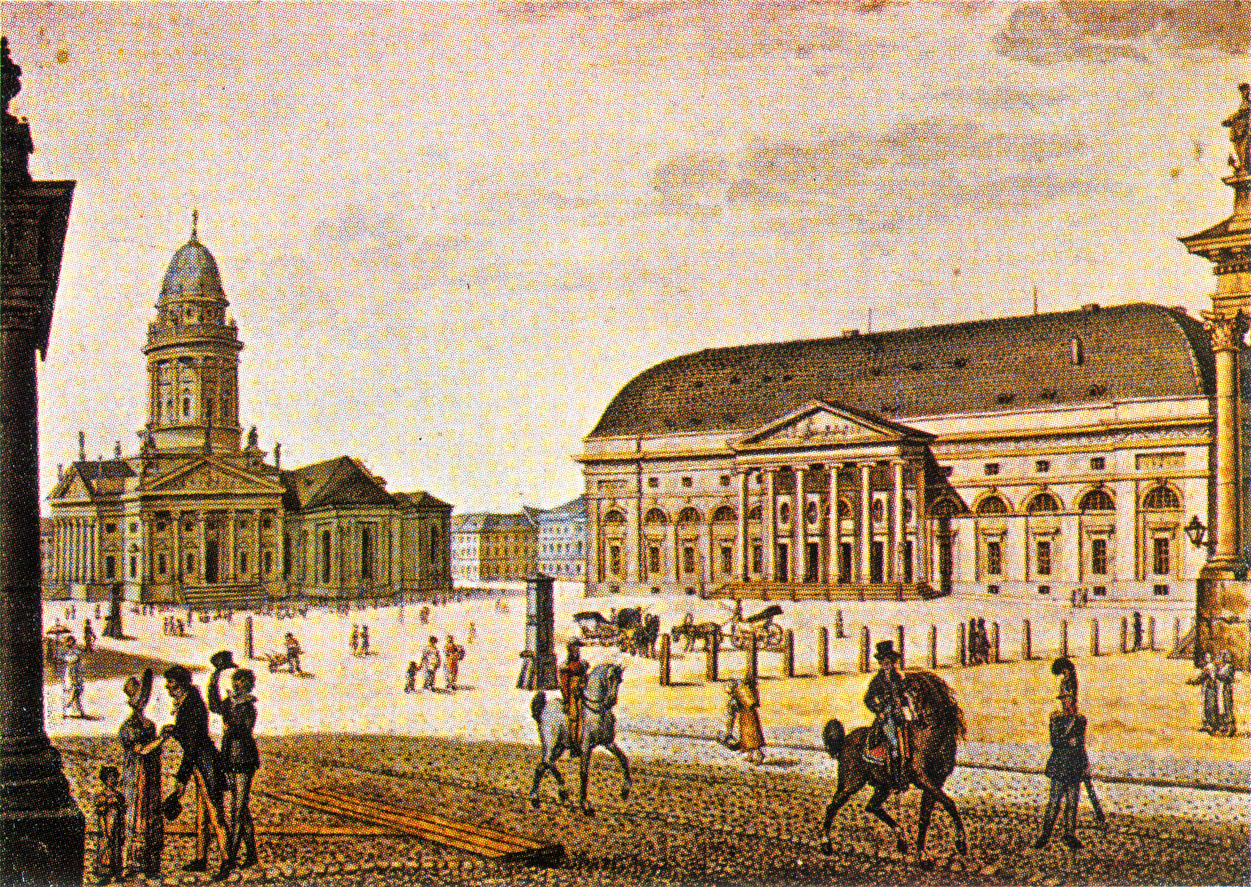
Nach Plänen von Carl Gotthard Langhans erbautes Nationaltheater, das von 1802 bis 1817 bestand. Grafik von Friedrich August Calau.

Ab dem Jahr 1778 fanden keine Vorstellungen mehr im Französischen Komödienhaus statt. Das Theater stand acht Jahre lang leer und wurde dann als Lagerhalle und Pfropfenfabrik zweckentfremdet.
Als eine seiner ersten Amtshandlungen nach der Thronbesteigung am 17. August 1786 verlieh der Nachfolger Friedrichs des Großen, sein Neffe Friedrich Wilhelm II., der Theatertruppe Doebbelins am 5. Dezember den Titel Königlich preußische Allergnädigst Generalprivilegierte Nationalschauspieler und stattete sie mit einem Zuschuss von 5000 Talern jährlich aus. Außerdem ließ er das durch den längeren Leerstand und die Fremdnutzungen heruntergekommene Gebäude des Französischen Komödienhauses wieder herrichten und übergab es der Döbbelinschen deutschen Schauspielertruppe, die darin als königlich-privilegiertes Theater das Deutsche Nationaltheater eröffnete. Nun nahm das deutschsprachige Theater in Berlin einen entscheidenden Aufschwung.

## DerKoffer
Im Jahr 1800 beauftragte König Friedrich Wilhelm III. den Architekten Carl Gotthard Langhans mit dem Entwurf eines 2000 Zuschauer fassenden Neubaus für das Nationaltheater zwischen den beiden Domen an der Charlottenstraße. Der rechteckige Baukörper des neuen Nationaltheaters, im Volksmund „der Koffer“ genannt, entstand unmittelbar quer hinter dem Französischen Komödienhaus. Seine letzte Vorstellung fand am 31. Dezember 1801 statt. Am Tag darauf, am 1. Januar 1802, gab das Nationaltheater seine Eröffnungsvorstellung. Das Komödienhaus wurde 1802 abgerissen. Das Gebäude des Nationaltheaters fiel am 26. Juli 1817 einem Brand zum Opfer. An seiner Stelle entstand 1819/1820 das von Karl Friedrich Schinkel entworfene, in seiner baulichen Hülle noch heute bestehende Schauspielhaus.